# 22 för många
22 för många var ett punkband från Stockholm som startades av Henrik Franzén, sångare i Grisen Skriker, tillsammans med Mikael Söderlund, gitarr, och Catarina Silverforsen (1959-1997), bas och sång. 22 för många hade tre olika trummisar under de två-tre år bandet existerade. En av dem var Patrik Wetterström, det är också han som spelar på den LP bandet gav ut 1982.
Bandet hann under sin relativt korta tid producera två kassett-LP ("I afton trans" och okänd), en LP ("22 för många"), och en EP ("Förgiftad av kärlek").
I samband med att bandet lade av så gjordes även "Tokfansmännen i Luftballongen", en LP för Mistlur som aldrig gavs ut. Albumet fanns tillgängligt för nedladdning via en länk som lades ut på sidan punktipset.se. Användaren som gjorde inlägget skrev:
"Innan produktionen var avslutad hann gruppen, av olika anledningar, besluta sig för att skiljas åt.
Kvar var en 'master-press' av plattan, som anförtroddes en utomstående att bevara LPn åt folket.
En gång tidigare har den varit spelat för folk, utlånad till P3 hösten -83
"- Om inget händer innan, se till att folk kan ta del av den om 20 år eller så..."".
Albumet består av 10 stycken outgivna låtar och omslaget var handskrivet av Henrik Franzén.
Länken är, sedan en tid tillbaka, död och ingen ny har lagts ut.

## Återförening
I samband med att den första kassett-LP:n getts ut på nytt 2024, nu på vinyl och med titeln "Yrkesmördare i livets tjänst", har gruppen återbildats. Nu med uppsättningen Henrik Franzén, sång; Mikael Söderlund, gitarr, Gustaf Hielm, bas och Patrik Wetterström, trummor.

## Diskografi
- Kassett-LP 1
- 22 För Många (LP, Futurax FUT 22, 1982)
- Förgiftad Av Kärlek (EP, Futurax FUT-EP-3, 1983)
- I Afton Trans (MC, TFM 01, 1983)
- Tokfansmännen I Luftballongen (Outgiven LP, Mistlur, 1983)
- Yrkesmördare i livets tjänst (LP, Fanfar! FANX018, 2024)